# 阿爾·傑菲
艾伦·杰菲（英語：Allan Jaffee，1921年3月13日—2023年4月10日），原名亚伯拉罕·杰菲（英語：Abraham Jaffee），美国漫画家，代表作为讽刺杂志《疯狂杂志》以及其折页画。他为《疯狂杂志》工作了65年之久，是该杂志时间最久的贡献者。
杰菲的职业生涯从1942年一直持续到2020年，被吉尼斯世界纪录认证为从业时间最长的漫画家。从1946年4月到2013年4月，只有一期《疯狂杂志》没有包含杰菲的新作品。2008年，杰菲获全国漫画家协会授予鲁本奖年度漫画家奖
《紐約客》漫画家阿诺德·罗斯认为杰菲是“当今时代最伟大的漫画家之一”，《花生漫畫》创作者查爾斯·舒茲则评价杰菲“可以把任何东西画成漫画”。

## 早年生活
杰菲于1921年3月13日在乔治亚州萨凡纳出生，是家中四个儿子中的最年长者，其父母都是来自立陶宛扎拉賽的犹太移民，他的母亲对于宗教非常虔诚，以至于在分娩时要求将病房里的十架苦像盖住。
1927年，杰菲的母亲带着四个儿子回到了扎拉赛，后又在一年后返回美国。再过了一年后，母亲又带着他们去了立陶宛，并住在了一个犹太人小镇里。虽然当时立陶宛反犹太情绪还不算严重，但杰菲还是被当成下等人对待，经常需要忍受饥饿，杰菲甚至因此发明了一种偷水果的装置。由于天气寒冷，杰菲曾将扎拉赛称为“立陶宛的西伯利亚”。由于孩子缺乏阅读材料，杰菲的父亲经常向他们邮寄漫画作品。杰菲从此时开始展现出艺术天赋，他能在沙子上画出《小孤女安妮》等作品中的角色。他画这些人物有时是为了给朋友看，但有时也是为了取悦当地的霸凌者。四年后，杰菲的父亲带着较大的三个孩子回到了美国，并住在皇后区的法洛克衛镇。1940年，杰菲最小的弟弟大卫也回了美国，而立陶宛则在几个月后爆发了犹太人大屠杀事件，杰菲的母亲也在这次屠杀中遇害，不过一个躲在她房子里的家庭得到了幸免。
1930年代末，杰菲与弟弟哈里被送到了纽约市的音樂與藝術高中，同学包括未来的《疯狂杂志》职员威尔·艾尔德、哈维·库兹曼、約翰·塞維林和阿尔·费尔德斯坦。
可能是受到父亲的影响，杰菲长大后的举止开始变得异于常人，例如错过了儿子的高中毕业典礼、在离开军队后突然抛弃自己的财产和艺术作品等。根据朋友和妻子的说法，这些经历和杰菲本身与社会的剥离最终形成了他日后尖锐的讽刺风格，他认为身边的掌权人物大都具有镇压和荒谬的性质，并将这些特性成为“反成人主义”。除此之外，杰菲从细枝末节中发现微小差异的速度也经常比别人快，尤其是在英语的语义方面。

## 职业生涯
杰菲从1942年开始为数家出版社担任漫画杂志画家，第一幅作品发表于当年的12月，其后相继与时代漫画和亚特拉斯漫画（漫威漫画在1940年代及1950年代的前身）有过合作。杰菲在时代漫画工作期间，结识了未来的《疯狂杂志》画家戴夫·伯格，并献出了数幅幽默画作。
第二次世界大战期间，杰菲应征前往美国陆军服役，在各种军事单位负责画画，曾经为瑞斯克康复医学研究院画过楼层平面图。由于军队内部可以自由更换名字，杰菲在这段时期的名字发生了两次变动，第一次变成了“阿尔文·杰菲”，后来又被改为“艾伦·杰菲”。杰菲改名的部分原因是当时的军队内部普遍存在反犹太情绪，以至于上级长官往往不愿意叫他的原名。在五角大楼工作期间，杰菲结识了罗斯·阿尔奎斯特，两人后来在1945年结婚。
1946年，杰菲在退伍后开始为史丹·李工作。1940年代末，杰菲主要负责为时代漫画编辑幽默及青年漫画，其中帕茜·沃克的故事线便是由他负责。
根据杰菲在2004年的一次采访中回忆，漫画系列《瑞格猪与傻海豹》系由他从头开始创作。当时史丹·李要求他创作一些有新意的作品，他随即想到尚无人以海豹作为漫画主角，于是便创作了《傻海豹》系列。其后史丹·李建议杰菲为新角色找一个伙伴，杰菲便选择了之前创作的“瑞格猪”。另外，“瑞格猪”一名也是由史丹·李所起。
1957年到1963年间，杰菲为《纽约先驱论坛报》创作了《Tall Tales》，这一作品后来被出售给了超过一百家其他报纸。杰菲将这一成绩归功于他所使用的哑剧编排形式，这种形式相对有利于向海外出售。不过据杰菲回忆，销售部负责人认为这一作品的销量未能更上一层楼的原因就是因为没有文字，并要求他在后期加上。杰菲对此非常不满，他后来表示这种做法导致了28家外国媒体放弃了购买，并直斥那名负责人是一个“十足的笨蛋”（certifiable idiot）。2008年，《Tall Tales》被以合集的形式再次出版。
1960年代及1970年代初，杰菲创作了《Debbie Deere》和《Jason》两部作品，不过二者出版周期都很短。自1984年起，杰菲开始为轻松风格的犹太主题漫画《The Shpy》创作插图。

### 《疯狂杂志》
杰菲首次为《疯狂杂志》提供作品是在1955年，当时《疯狂杂志》刚刚从漫画书蜕变为杂志。此后在杂志又出版了三期之后，编辑哈维·库兹曼因与公司方面不和而选择离开，杰菲亦与之一同退出。库兹曼随后自己创立了《Trump》和《Humbug》，杰菲亦经常为之提供作品，但这两个系列取得的成绩都远不如《疯狂杂志》。2008年，幻图出版社（Fantagraphics）出版了两卷装的全重印本《Humbug》。此版本为《Humbug》的第一种完全重印版本，封面含有由杰菲所创作的一幅新插图，而内页则含有杰菲和阿诺德·罗斯共同接受的一个采访片段。
《Humbug》于1958年倒闭后，杰菲将他尚未出版的作品又卖给了《疯狂杂志》，并重新获得了录用。

#### 《疯狂杂志》折页
自1964年《疯狂杂志》的第#86期起，杰菲开始了他职业生涯中流传最久的作品《疯狂杂志》折页的创作。这一系列的漫画的每一页画作都会被垂直向内折叠，里边另外含有一幅隐藏画作。最初，杰菲的打算是将其做成类似于《花花公子》、《国家地理》、《生活》等那种以亮光纸包装的三重折叠形式，不过随着公司要求杰菲继续做下去后，这一作品不久便经常被放到每期杂志后封面的内部。杰菲曾于2011年回忆称，在一期《危险边缘》节目中，当屏幕上亮出《Mad Fold-in》的封面时，参赛者立即就想到了要猜的词是“Fold-in”，这让他意识到自己“创造了一个英语新词”。
2010年，杰菲在回忆自己开始创作《Mad Fold-in》的初期阶段时透露，当时他想在左边和右边各放上一些东西，随后便想到了当时伊丽莎白·泰勒刚刚抛弃艾迪·费舍，转而与理查德·伯顿展开恋情的事情，于是便设计了一幅泰勒与伯顿相互亲吻的漫画，另外又画了一个警察来挡住一群人，而当漫画被折叠开时，泰勒便会离开伯顿转而与人群中的下一个人亲吻。杰菲本以为同事并不会同意采用这件作品，但在他将作品拿给阿尔·费尔德斯坦，后者又让威廉·盖恩斯看过之后，二人都欣然接受了这一设定。甚至在几周后，费尔德斯坦再次找到了他，提出让他继续创作这样的作品，并提议可以用尼克松作为主题。
这种折页画在问世后逐渐成为《疯狂杂志》的标志性特色，从1964年到2020年间，只有1977年的有一期没有出现折页，以及1980年有一期推出的是同是由杰菲设计的双重视觉封面，那一期的内外后封面被融合在了一起，在受到阳光照射时会显现出新的图像。另外，1964年的折页采用的是对角线折叠形式，其隐藏的图片是四名变成光头的披头士乐队成员。
杰菲所设计的最后一期折页出现于2019年6月，而最后出版的告别作则出现在2020年8月。杰菲花了六年时间来创作他的告别作，起初本想等自己去世之后再出版，但后来在杰菲于99岁宣布退休时，这幅画作被收录到了他的致敬作品集之中提前发表。杰菲退休后，由约翰尼·桑普森负责继续创作折页。
1972年，杰菲凭借他的折页画获得了全国漫画家协会颁发的鲁本奖。
杰菲在设计折页的过程中，只有在进行排版设计时才会用到电脑，且一般会花两周时间来绘制和完成图像，其余工作则均是手工完成。在2008年的一场采访中，杰菲表示他在画作刊登出去之前从来不需要折叠，并称自己可能具有某种“视觉能力”，能够直接看到画在纸两面的图像。对此，《疯狂杂志》的艺术总监山姆·维维亚诺认为杰菲的一些技巧在当今习惯于使用Photoshop等现代摄影技术的年轻人中可能已经消失。

### 21世纪
直到2019年，杰菲仍有继续为《疯狂杂志》设计折页以及为一些文章配图。由杰菲原创的最后一期折页出版于2019年6月，这幅折页与枪械暴力有关，原计划于2013年6月出版，但因话题过于敏感而遭到拒绝。自2019年8月起，《疯狂杂志》出版的折页中不时就会出现杰菲的旧作品（新作品由约翰尼·桑普森创作）。2019年12月，《疯狂杂志》最后一次刊登了杰菲的原创作品。
在《疯狂杂志》最初的550期中，杰菲的作品一共出现了500期。对此，杰菲将自己比作一匹老赛马，表示“在看到别的马奔跑时，我也会想一起奔跑”。迄今为止，杰菲仍是为《疯狂杂志》工作最长时间的人。
2011年9月，出版社“编年史书店”（Chronicle Books）出版了一套杰菲的作品集，一共分为四卷。ISBN 978-0811872850。
2020年6月，杰菲宣布即将退休后，《疯狂杂志》专门为他推出了一期纪念作品集。

### 主题

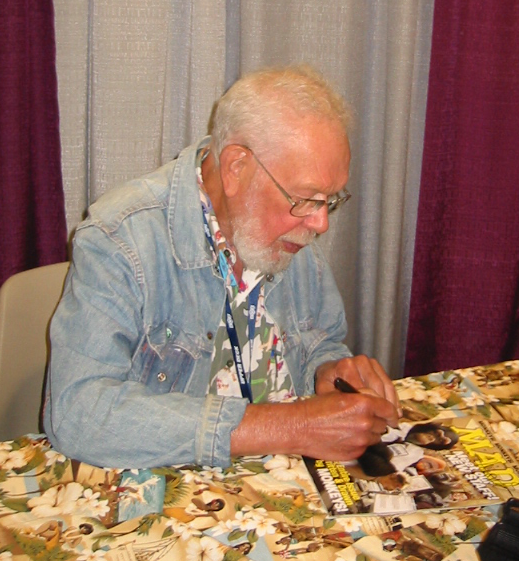
正在签名的杰菲，摄于2008年

威尔·福比斯（Will Forbis）将杰菲作品的核心观念总结为“活着就意味着不断被烦人的白痴、设计拙劣的产品和无情的命运所困扰。能力和智慧在生活中不会得到奖励，反而还会受到惩罚”。
杰菲除了为《疯狂杂志》提供画作之外，也常常为杂志撰写文章，且时常两者包办。他曾写过几篇以“蓝图”样式呈现的关于发明和小物件的文章。漫画家塞爾吉奧·阿拉貢內斯曾评价杰菲在发明方面尤为出色。在一份自灭香烟的设计专利中，设计者在鸣谢中表示自己的灵感系来自于杰菲。一些现实生活中的物品在发明之前就曾在杰菲的作品中出现过，例如电话的重播按钮及通讯录、滑雪板、电脑的拼写检查程序、多刃剃须刀、能抗涂鸦的建筑物表面以及变声电话等。杰菲表示自己在设想这些东西的制造过程时很少遇到困难。
越南战争时期，杰菲创作过一个名为“鹰与鸽”（Hawks & Doves）的反战系列，漫画中一名名叫“鸽”的士兵持续在基地的各个地方树立和平标志，最终惹恼了一个名为“鹰”的长官。1998年，该系列被《疯狂杂志》重新出版。
杰菲作品中的一些主题后来还被一些书籍借用，例如1997年的《Fold This Book!》和简装书籍《Snappy Answers》，其中后者出版时正值杰菲与妻子离婚，杰菲表示这部书让他重新回复了平静。

## 技巧与选材
在设计《疯狂杂志》的折页时，杰菲一般会从隐藏图片开始，然后将图纸展开，并放置一张描图纸，用普通铅笔填充中间暂时没有描绘的部分（当纸面被折叠时，该部分会被覆盖），然后用红色或绿色的铅笔透过碳式複寫紙将图像描到另一块插图板上，以与之前的黑色铅笔进行区分，从而追踪画作的进展。图板上出现图像后，杰菲便会通过手绘完成剩下的步骤。

## 奖项与荣誉

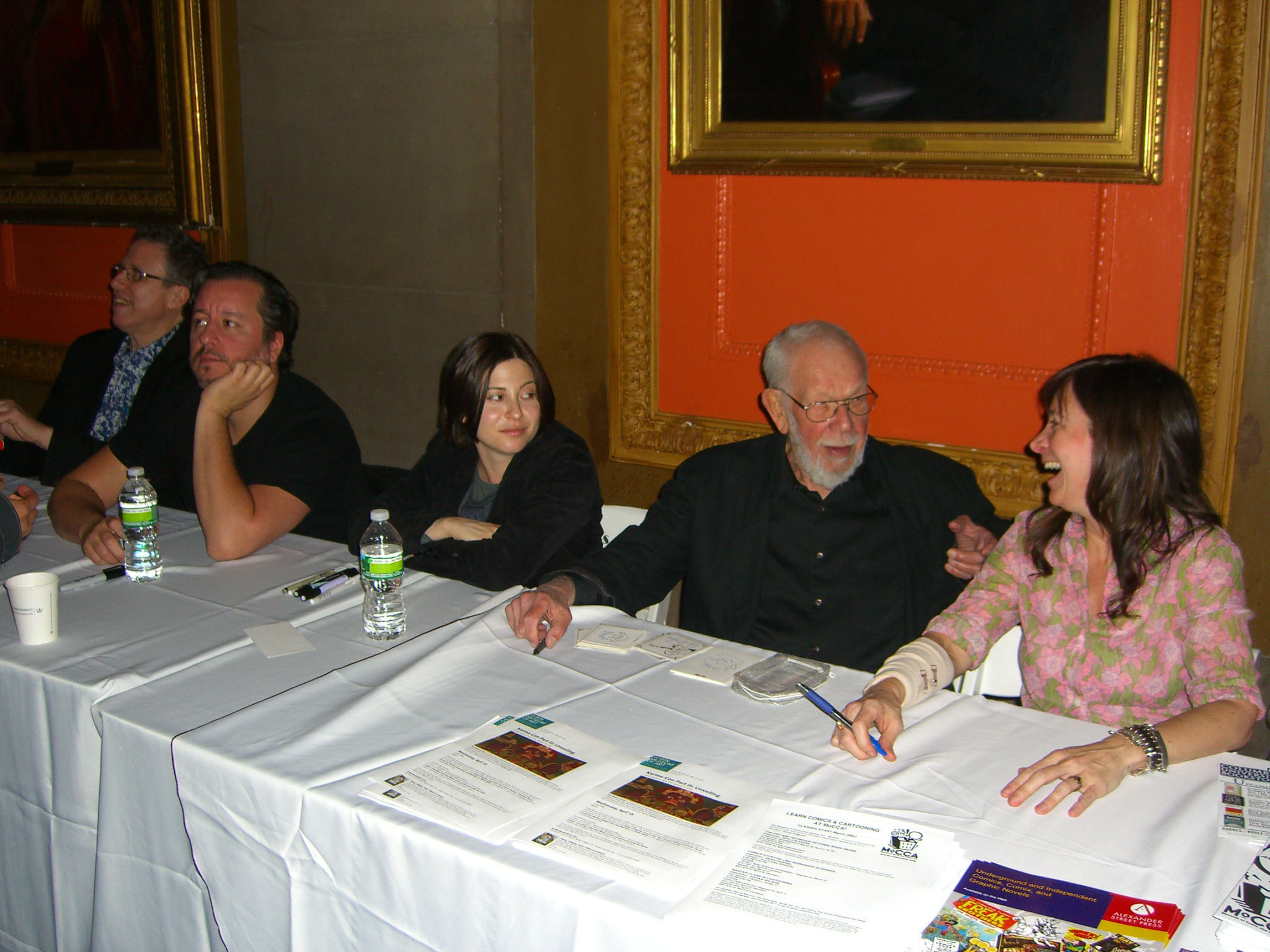
2012年3月24日在哥伦比亚大学的勞紀念圖書館内举行的纽约漫画展研讨会与会人员，从左至右依次为丹尼·芬格羅斯、迪安·哈斯皮尔、拉斯科·格罗斯小姐、杰菲和特雷西·怀特

杰菲分别在1973年和1979年获得全国漫画家协会颁发的广告及插图奖和幽默漫画书奖，并在1971年和1975年两次获得Special Features奖。2008年，杰菲又获得了鲁本奖年度漫画家奖。
2005年，制作公司Motion Theory为贝克的歌曲《Girl》制作了一段音乐视频，其制作灵感即是来源于杰菲的《疯狂杂志》折页，视频中还出现了杰菲的名字。
2006年3月13日，即杰菲的85岁生日当天，《科拜尔报告》的主创斯蒂芬·科拜尔在节目中拿出了一个以《疯狂杂志》折页风格制作的生日蛋糕，以向杰菲致敬。蛋糕上写着“阿尔，你不断地向人们展示出你的艺术性和你在自己的领域中所拥有的盛誉”（Al, you have repeatedly shown artistry & care of great credit to your field），当蛋糕的中间部分被取下后，剩下的文字为“阿尔，你老了”（Al, you are old）：
AL, |                          |
  YOU|  HAVE  REPEATEDLY SHOWN  |
    A|RTISTRY        &        CA|RE
    O|F GREAT CREDIT TO YOUR FIE|LD
值得一提的是，杰菲和科拜尔在之前也有过互动。杰菲曾在2010年回忆称，他接到过《今日秀》打来的一个电话，对方请求他为他们的书《America》设计一份折页。杰菲在设计完成后询问应该寄往何处时，对方表示节目组人员都想与他见面，希望他能亲自将作品送达，于是杰菲便得以见到了科拜尔和喬恩·史都華等所有书的作者，对方并表示他们都从杰菲身上得到了不少激励。
2011年10月，杰菲在一场漫画艺术专业协会专门为他举办的荣耀典礼上被授予塞尔吉奥奖。
在2013年7月的圣地亚哥国际漫画展上，杰菲与李·福克、莫特·梅斯金、斯佩恩·罗德里格斯、喬·西諾特和特里娜·罗宾斯被选入了威尔·埃斯纳名人堂。不过杰菲没有出席这场典礼，奖项由《疯狂杂志》的艺术总监山姆·维维亚诺代为领取，并于翌日转交给了杰菲。2014年4月，杰菲又被选入了插畫家協會的名人堂。
2013年10月，杰菲将自己的大部分存档都捐献给了哥伦比亚大学。
2016年3月30日，吉尼斯世界纪录宣布，杰菲以73年零3个月的工作时长成为了从业最久的漫画家，同年，纽约市市长比爾·白思豪将3月30日定为“阿尔·杰菲日”。
2010年，与杰菲相处30余年的好友玛丽-露·维斯曼（Mary-Lou Weisman）通过哈珀柯林斯出版社出版了一部杰菲的传记，书内有许多杰菲的过往作品，以及杰菲以采访形式向维斯曼讲述的人生经历。不过维斯曼本人并非《疯狂杂志》的读者，只是她的孩子会经常观看。

## 个人生活
杰菲于1945年与罗斯·阿尔奎斯特结婚，并与她育有两个孩子。二人在1967年离婚。杰菲离婚后不久，盖恩斯在《疯狂杂志》的办公室内为杰菲提供了一间画室。
杰菲最年长的弟弟哈里（1922–1985）也具有一定的艺术天赋，不过经常身患多种疾病，曾一度被送到贝尔维尤医院疗养。杰菲离婚后分到了两所公寓，与哈里各住一所。1970年到1977年间，哈里曾经为杰菲进行背景细节处理和描字，杰菲再婚后，哈里辞去了他的职务。
1977年，杰菲娶了当时已经丧偶的乔伊斯·瑞文森（Joyce Revenson）为妻，两人居住在曼哈顿，并常常前往马萨诸塞州的普羅威斯頓度夏，以及到墨西哥的巴亚尔塔港过冬。乔伊斯于2020年1月去世
2023年4月10日，杰菲因多重器官衰竭而在曼哈顿的一家医院去世。

### 引用
1. ↑  Mishkin, Budd. . NY1. 2008-08-19. （原始内容存档于2012年5月23日） （美国英语）.
2. ↑  Tall Tales, Jaffee, Al, and Colbert, Stephen (Introduction by) Edition: Illustrated. Binding: Hard cover Publisher: Abrams Books for Young Readers Date Published: 2008, ISBN 978-0-8109-7272-8 ISBN 0-8109-7272-7.
3. 1 2  Weisman 2010，第152–53頁.
4. 1 2 3 4  Mechanic, Michael. . Mother Jones. 2010-09-24  [2024-06-28]. （原始内容存档于2010-09-26）.
5. 1 2 3 4  Cavna, Michael. . The Washington Post. 2020-06-06  [2024-06-28]. （原始内容存档于2023-08-09）.
6. 1 2  . Guinness World Records. 2020-06-06  [2024-06-28]. （原始内容存档于2020-06-09）.
7. ↑  Mike Slaubaugh,"Mad Magazine Streaks" Issues #1–506, Purdue University Fort Wayne, 2010.
8. ↑  "WonderCon Special Guests"; Comic-Con Magazine; Winter 2010; p. 18.
9. ↑  Fold This Book!, Warner Books, 1997, ISBN 0-446-91212-3.
10. 1 2  Cavna, Michael. . The Washington Post. 2020-06-06  [2024-06-28]. （原始内容存档于2023-08-09） （美国英语）.
11. 1 2 3 4  Cowan, Alison Leigh. . The New York Times. 2010-10-01  [2024-06-28]. （原始内容存档于2023-04-11） （美国英语）.
12. 1 2  Weisman 2010，第23–102頁.
13. ↑  Gustines, George Gene. . The New York Times. 2020-06-15  [2024-06-28]. （原始内容存档于2020-06-15） （美国英语）. In 1933, Mr. Jaffee's father brought Al and two of his brothers back to America for good. The family lived in Far Rockaway, N.Y.
14. ↑  Weisman 2010，第140-141頁.
15. ↑  Weisman, Mary-Lou. . Draugas News. March–April 2021  [2024-06-30]. （原始内容存档于2024-11-16）.
16. 1 2 3  Mark Evanier, Mad Art, Watson-Guptill Publications, 2002, ISBN 0-8230-3080-6.
17. 1 2 3 4  Genzlinger, Neil. . The New York Times. 2008-03-30   [2024-06-28]. （原始内容存档于2023-04-11）.
18. 1 2 3  . acast.   [2024-06-28]. （原始内容存档于2020-09-22） （英语）.
19. 1 2  Genzlinger, Neil. . The New York Times. 2023-04-10  [2024-06-28]. （原始内容存档于2023-04-11） （美国英语）.
20. ↑  . The Telegraph. 2023-05-25  [2024-06-29].
21. ↑  Bernard, Warren. . Fantagraphics Books. 2015-10-15. ISBN 978-1-60699-822-9 （英语）.
22. ↑  Alter Ego #35 (2004年4月): Al Jaffee interview.
23. 1 2 3  The Comics Journal #225, Fantagraphics Publications, July 2000, p. 43.
24. ↑  Al Jaffee at the Lambiek Comiclopedia.
25. ↑  . The New York Times. 2010-10-04  [2024-06-30]. （原始内容存档于2012-05-05）.
26. 1 2  Lightstone, Mordechai. . Chabad.org. 2020-07-09  [2024-06-28]. （原始内容存档于2023-04-12）.
27. ↑  . Retro Report. October 26, 2015  [2024-06-28].[]
28. ↑  Evans, Greg. . Deadline. 2023-04-10  [2024-06-28] （美国英语）.
29. 1 2  Cronin, Brian. . CBR. 2023-04-10  [2024-06-28] （英语）.
30. ↑  Mazur, Dan. . The Boston Phoenix. 2010-11-18. （原始内容存档于2012-10-15） （美国英语）.
31. ↑  . Madcoversite.com.   [2024-06-28]. （原始内容存档于2024-09-20）.
32. ↑  . 2020-06-09.
33. ↑  . The Saturday Evening Post. 2021-03-25  [2024-06-30]. （原始内容存档于2024-07-04）.
34. ↑  Thielman, Sam. . The Guardian. 2016-11-09.
35. ↑  John Black. . CapeCodOnline.com. 2008-06-28  [2024-06-28]. （原始内容存档于2008-07-02）.
36. ↑  Gustines, George Gene. . The New York Times. 2020-06-15  [2024-06-28]. ISSN 0362-4331. （原始内容存档于2020-06-15） （美国英语）.
37. ↑  . Forbisthemighty.com. 2008-03-30  [2024-06-28].
38. ↑  Sacks, Mike, And Here's the Kicker, Writer's Digest Books, 2009, pp. 224–225
39. ↑  Sacks, Mike. . Vulture. 2023-03-13  [2024-06-28]. （原始内容存档于2024-04-13） （美国英语）.
40. ↑  Cain, Sian. . The Guardian. 2023-04-11  [2024-06-28]. ISSN 0261-3077 （英国英语）.
41. ↑  Jacobs, Erik (2010年9月28日). "Making a Fold-In with Al Jaffee" （页面存档备份，存于）. The New York Times.
42. ↑  . National Cartoonists Society. 2013  [2024-06-28]. （原始内容存档于2013-12-16）.
43. ↑  Astor, Dave. . Editor & Publisher (Nielsen Business Media). 2008-05-27  [2024-06-28]. （原始内容存档于2008-09-29）.
44. ↑  "Girl" (Beck music video), via "Back in a Jaffee Way". The Ephemerist. 2008-08-24. Retrieved 2009-10-14.
45. ↑  Mazur, Dan. . The Phoenix. 2010-11-18  [2024-06-28]. （原始内容存档于2012-10-15）.
46. ↑  DCE Editorial. . madmagazine.com. MAD Magazine. 2011-11-15  [2024-06-28]. （原始内容存档于2019-07-04）.
47. ↑  "Eisner Awards Current Info" 的存檔，存档日期2014-03-06.. Comic-Con International: San Diego. Retrieved 2013-09-11.
48. ↑  "Al Jaffee Inducted into the Will Eisner Hall of Fame" （页面存档备份，存于）. Mad. 2013年9月11日.
49. ↑  "2014 Hall of Fame Honorees:" 的存檔，存档日期2022-08-15.. Society of Illustrators. Retrieved 2014-04-26.
50. ↑  Grimes, William (2013年10月6日). "Ivy League Home for a Cartoonist's Vast Archive" （页面存档备份，存于）. The New York Times.
51. ↑  . Guinness World Records. 2020-06-06  [2024-06-30]. （原始内容存档于2016-04-18）.
52. ↑  . www.jewishbookcouncil.org. 2010  [2024-06-28]. （原始内容存档于2023-04-14） （英语）.
53. ↑  Weisman 2010，第153–154,205頁.
54. ↑  Weisman 2010，第205–06頁.
55. ↑  Weisman 2010，第162,208頁.
56. ↑  Weisman 2010，第209–10頁.